# هاين (مغنية)
كيم هي إن، المعروفة باسمها الفني هاين (بالكورية: 김혜인) هي مغنية كورية جنوبية، ولدت يوم 3 يونيو 1992 في سول في كوريا الجنوبية.

## روابط خارجية
- هاين على موقع ميوزك برينز (الإنجليزية)